# Set da ferrata

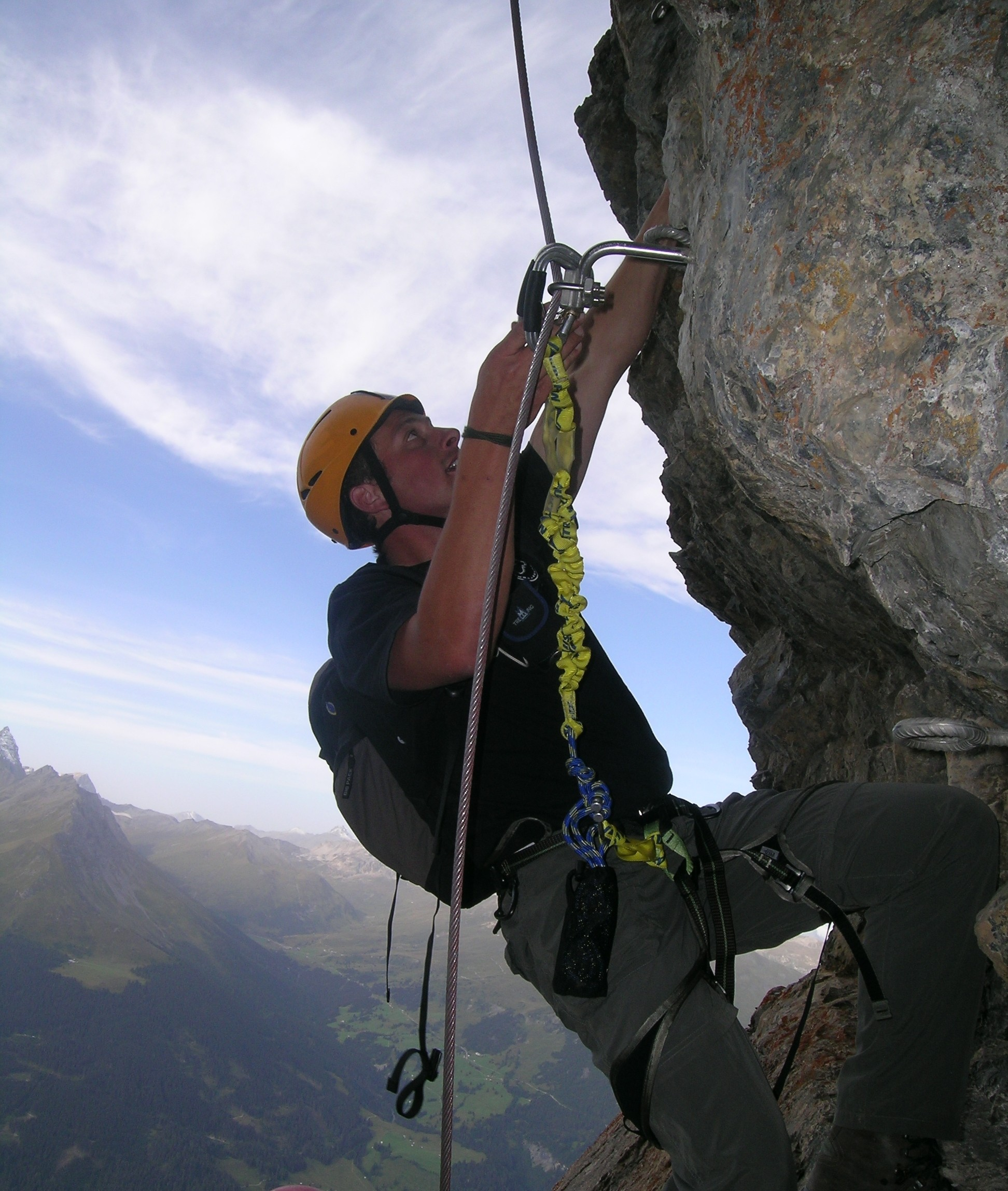
Un giovane attrezzato con un set per affrontare in sicurezza una via ferrata

Un set da ferrata è un insieme di attrezzature, di cui alcune indispensabili, per affrontare in sicurezza una via ferrata. 
Essi rientrano tra i dispositivi di protezione individuale.

## Equipaggiamento obbligatorio

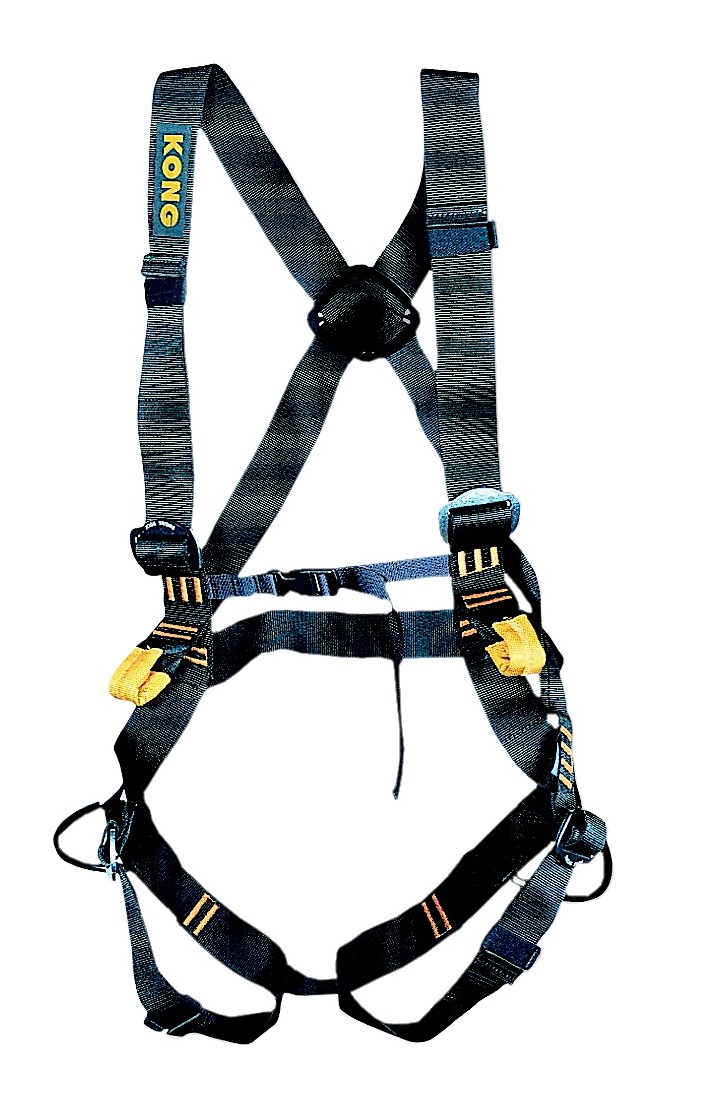
Imbragatura da ferrata di tipo intero

Un set da ferrata include obbligatoriamente le seguenti attrezzature: un'imbragatura, un caschetto, un kit con moschettoni munito di dissipatore di energia dinamico.

### Imbragatura
Un'imbragatura, ovvero un indumento costituito da larghe cinture di stoffa collegate tra loro dette "brache" che, cingendo ai fianchi e alle cosce l'utilizzatore, ne permette l'assicurazione e lo svolgimento di tutte le manovre. 
Queste, nell'Unione Europea, devono rispettare gli standard europei di sicurezza previsti dalle specifiche norme EN 12277.
L'imbragatura viene utilizzata per collegare l'arrampicatore alla via ferrata, proteggendolo quindi (indirettamente) in caso di caduta. È infatti il sistema del cordino con dissipatore che assorbe e trattiene la caduta, mentre l'imbragatura ha l'importante scopo di distribuire in modo uniforme, e scaricando su zone del corpo non critiche, lo strappo derivante dalla forza d'arresto.
Tale strappo, secondo le attuali normative, deve essere trasmesso al corpo dell'arrampicatore tramite un punto di applicazione posto superiormente al suo baricentro; le norme prevedono altresì che non debba essere possibile, in nessun caso, lo sfilamento del corpo di chi cade. 

### Caschetto

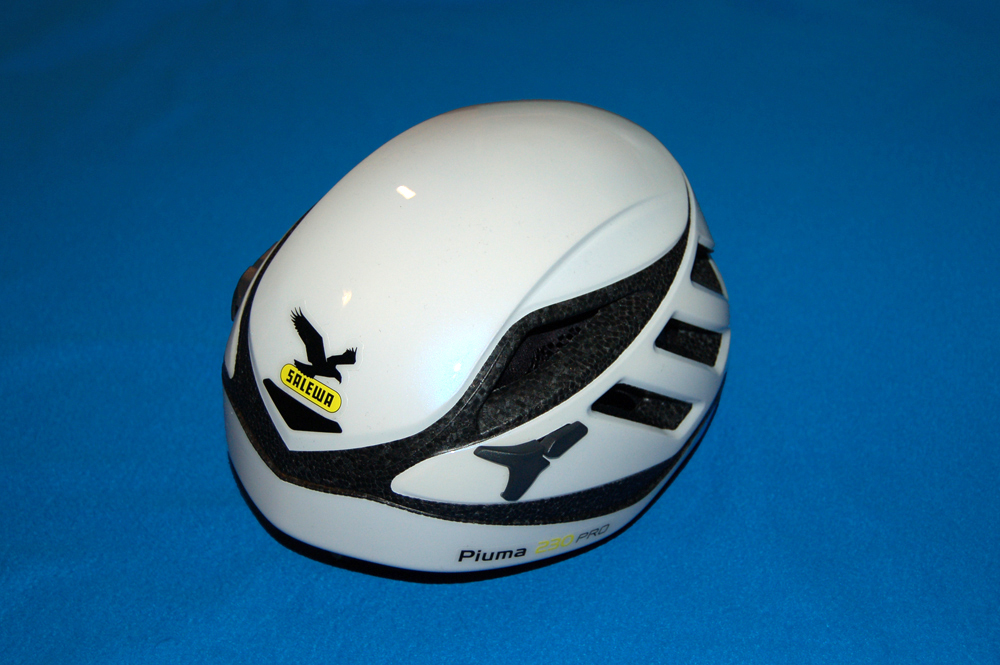
Caschetto per le vie ferrate

Un caschetto, ovvero un sistema di protezione della testa solitamente costituito da un involucro esterno di plastica leggera e morbida, un'anima di polistirolo, vari spessori di gommapiuma per rendere il caschetto più comodo in testa, ed un sistema di chiusura a sottogola.
Alcuni modelli hanno il guscio esterno in fibra di vetro o fibra di carbonio.

### Kit dissipatore

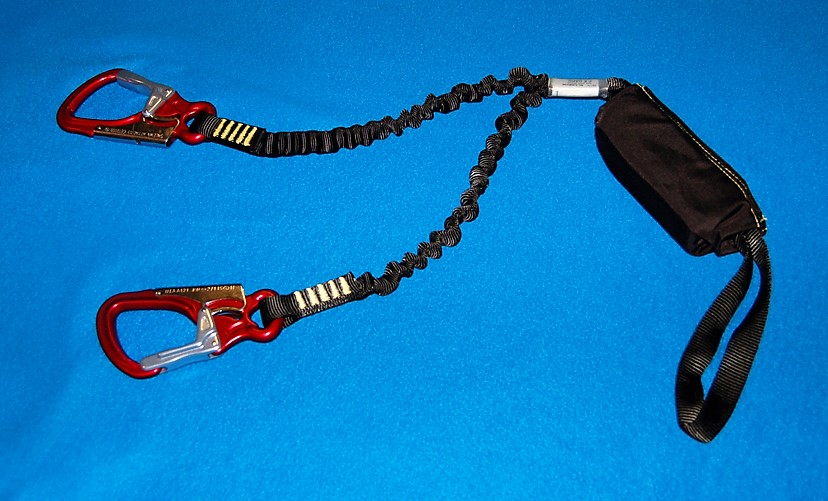
Tipologia a "Y" con dissipatore a lacerazione.

Attualmente ne esistono di due tipologie: a "V" e a "Y".
La tipologia a "V", che è la prima nata e che non viene più realizzata, è costituita da un unico spezzone di corda dinamica che passa dal dissipatore, con i moschettoni alle due estremità della corda. Con questo sistema, il dissipatore svolge la sua funzione solo se al cavo di sicurezza è attaccato un solo moschettone perché in questo modo, in caso di caduta, il dissipatore fa scorrere il cavo fino all'altro moschettone.
La tipologia a "Y", che è la più recente ed è l'unica a venire attualmente omologata, è costituita da due spezzoni di corda dinamica uniti tra loro e quindi a loro volta uniti al terzo spezzone di corda dinamica che va a lavorare sul dissipatore. Quando si utilizza questa tipologia, sul cavo di sicurezza vanno agganciati entrambi i moschettoni.
Una configurazione alternativa di questa tipologia è quella formata da un elemento dissipatore a strappo unito a due spezzoni di corda dinamica: questo sistema è più compatto di quello con dissipatore tradizionale, ma rispetto ad esso presenta l'inconveniente di dover essere sostituito dopo una caduta.

### Moschettoni

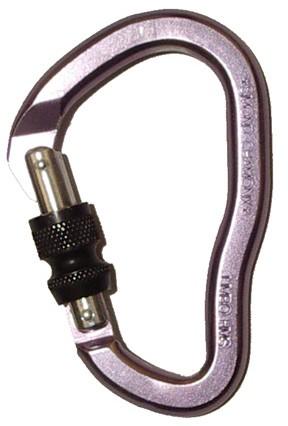
Moschettone con ghiera a vite

Un moschettone è un anello di metallo, incompleto per permettere l'apertura e la chiusura dello stesso, che però possono essere collegati ad un punto di ancoraggio sicuro. Presenta un lato apribile tramite una leva che può essere fermata da una ghiera. Può essere di acciaio oppure leghe leggere.
I moschettoni commercializzati nell'Unione Europea sono certificati secondo le norme del CEN (norma EN 12275); essi possono fregiarsi anche di una certificazione UIAA: quest'ultima prevede, in alcuni casi, carichi di rottura leggermente maggiori.
Secondo la norma UIAA 121, il carico di rottura longitudinale (cioè nella stessa direzione del lato lungo del moschettone) a leva chiusa può variare tra 18 e 25 kN, quello longitudinale a leva aperta tra 5 e 7 kN, e quello in direzione trasversale tra 7 e 10 kN, a seconda del tipo di moschettone.

## Altri materiali

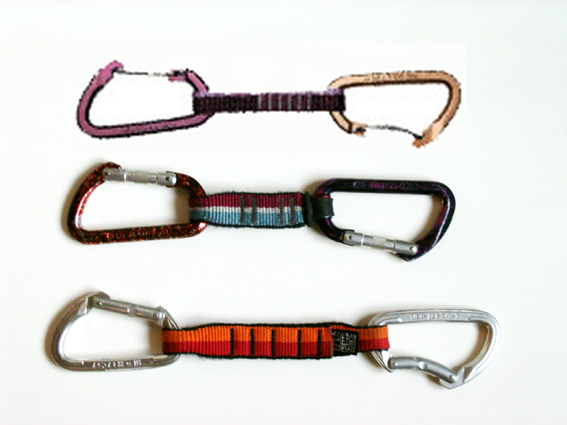
Esempi di rinvii

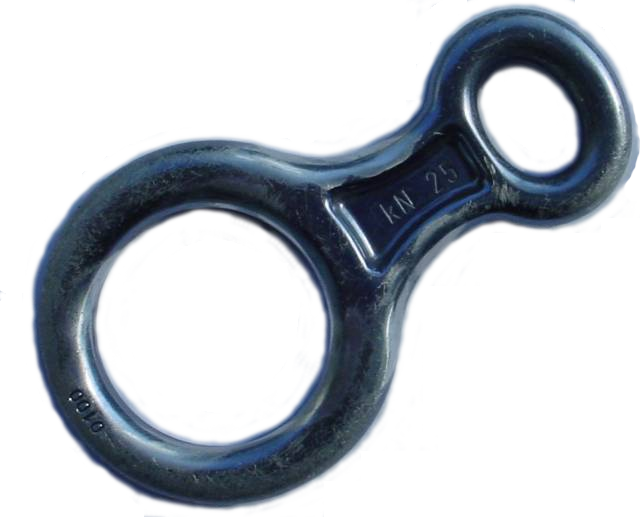
Esempio di discensore

È buona norma utilizzare dei guanti completi o con le dita tagliate (per aver maggiore sensibilità), in quanto i cavi d'acciaio delle vie ferrate possono avere qualche terminale scoperto e quindi pericoloso per i palmi delle mani e i polpastrelli, e in ogni caso sono utili per proteggere le mani dalle abrasioni che provoca il contatto prolungato con la corda d'acciaio.
A causa del sole molto forte che batte in quota è possibile l'utilizzo di occhiali da sole; è inoltre consigliabile avere con sé una torcia elettrica o una lampada frontale da utilizzare all'interno delle gallerie che si possono trovare lungo alcune ferrate, o comunque da utilizzare al sopraggiungere del buio nel caso ci si attardi più del previsto. In caso di ferrate ad altitudine elevata può essere opportuno portate con sé anche ramponi e piccozza, in quanto, oltre i 3.000 metri e specialmente sui versanti nord, è possibile trovare ghiaccio o neve anche in estate.
Può essere anche utile portare uno o due rinvii, per assicurarsi al cavo di sicurezza qualora si volesse riposare le braccia o scattare fotografie.
Inoltre può tornare comoda una corda dinamica lunga 20 metri ed attrezzatura per recuperare o calare persone in difficoltà, o per brevi discese in corda doppia in caso non si riescano a superare tratti impegnativi; naturalmente chi utilizzi la corda deve possedere specifiche capacità e conoscenze tecniche, in quanto le manovre e i nodi sono molto complessi.

### Abbigliamento
Per muoversi su sentieri così impegnativi è consigliato utilizzare calzature adeguate, che diano una sensazione di comfort e leggerezza, e che adottino tessuti traspiranti e impermeabili, caratteristiche date da membrane tecniche tipo il Goretex. Fondamentale importanza ha la rigidezza della scarpa e in particolare della suola, che deve essere in grado di aderire in modo ottimale alla roccia e all'attrezzatura artificiale della ferrata.
In montagna può rivelarsi conveniente vestirsi per strati, in modo da togliere o indossare velocemente un indumento a seconda delle variazioni di temperatura e delle condizioni meteorologiche, circostanze che in montagna possono cambiare improvvisamente. Il primo strato è il capo intimo, che deve essere traspirante e ad asciugatura rapida, in pratica è un capo tecnico che va a comportarsi come un ulteriore strato di pelle. Uno strato intermedio può essere il pile, indumento leggero e traspirante che si può trovare in varie grammature. Sono consigliati inoltre un paio di pantaloni tecnici: quelli più moderni sono aderenti, leggeri ed elasticizzati, in modo da adattarsi alla gamba e ai suoi movimenti. L'ultimo strato può essere un softshell (ovvero un guscio leggero), un capo leggero ed elastico che offre grande comfort e che garantisce una buona protezione in condizioni atmosferiche come freddo non troppo intenso e precipitazioni leggere, altrimenti in condizioni più estreme si può indossare un hardshell (un guscio protettivo pesante).
Naturalmente bisogna essere provvisti di zaino, che deve contenere acqua, gli strati di indumenti inutilizzati e parte dell'equipaggiamento. Per utilizzo in vie ferrate è consigliato uno zaino leggero e di dimensioni abbastanza contenute, evitando di appendere all'esterno dello stesso attrezzature di qualsiasi genere, in quanto rischiano di incastrarsi nei passaggi più difficili.